# Antonín Klášterský
Antonín Klášterský, född 25 september 1866 i Mirovice, död 3 november 1938 i Prag, var en tjeckisk skald. 
Klášterský, som var tjänsteman i Prag, utgav många diktsamlingar (1888–97), däribland Poli a lesy (Fält och skogar), Epické básně (Episka dikter), Srdce a duše (Hjärta och själ) och Tmavé ruže (Mörka rosor). Han översatte dessutom Nikolaus Lenau och ett urval ur den anglo-amerikanska diktningen.